# Belzebub penicillifer
Belzebub penicillifer is een tienpotigensoort uit de familie van de Luciferidae. De wetenschappelijke naam van de soort werd als Lucifer penicillifer in 1919 gepubliceerd door Hans Jacob Hansen. In 2016 werd de soort door Alexander Vereshchaka, Jørgen Olesen en Anastasia Lunina in het geslacht Belzebub geplaatst.